# Dynamit

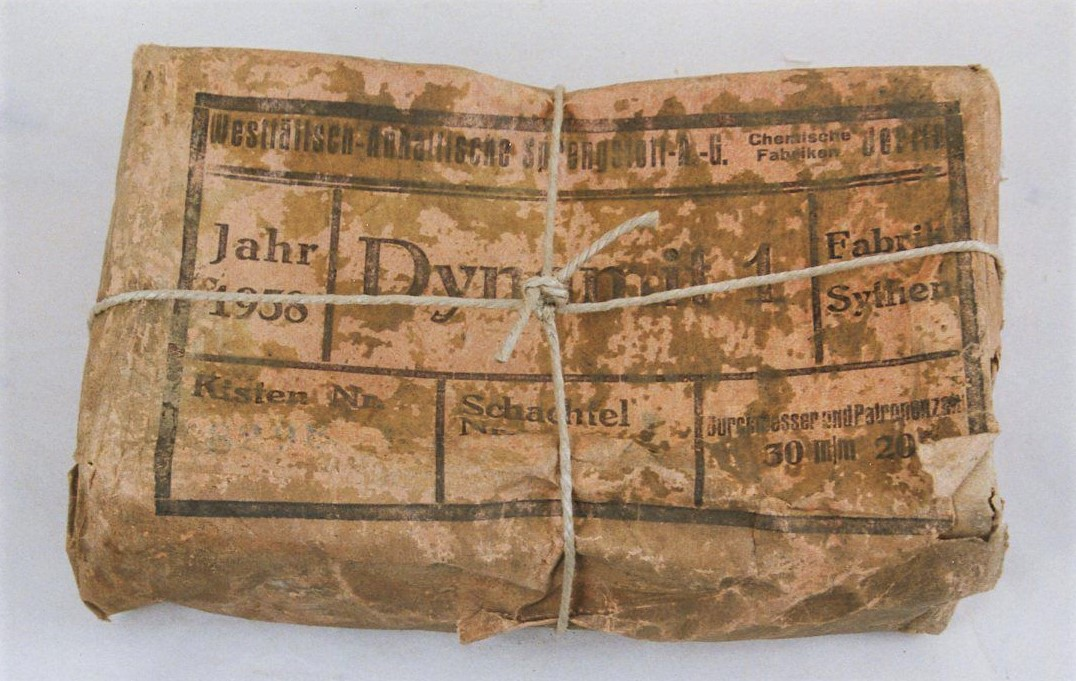
Verpackung für Dynamit-Patronen der Westfälisch-Anhaltischen Sprengstoff AG;
datiert 1938; Oberharzer Bergwerksmuseum

Dynamit (gr. δύναμις dýnamis ‚Kraft‘) ist ein 1866 von dem schwedischen Chemiker Alfred Nobel erfundener Sprengstoff.

## Geschichte

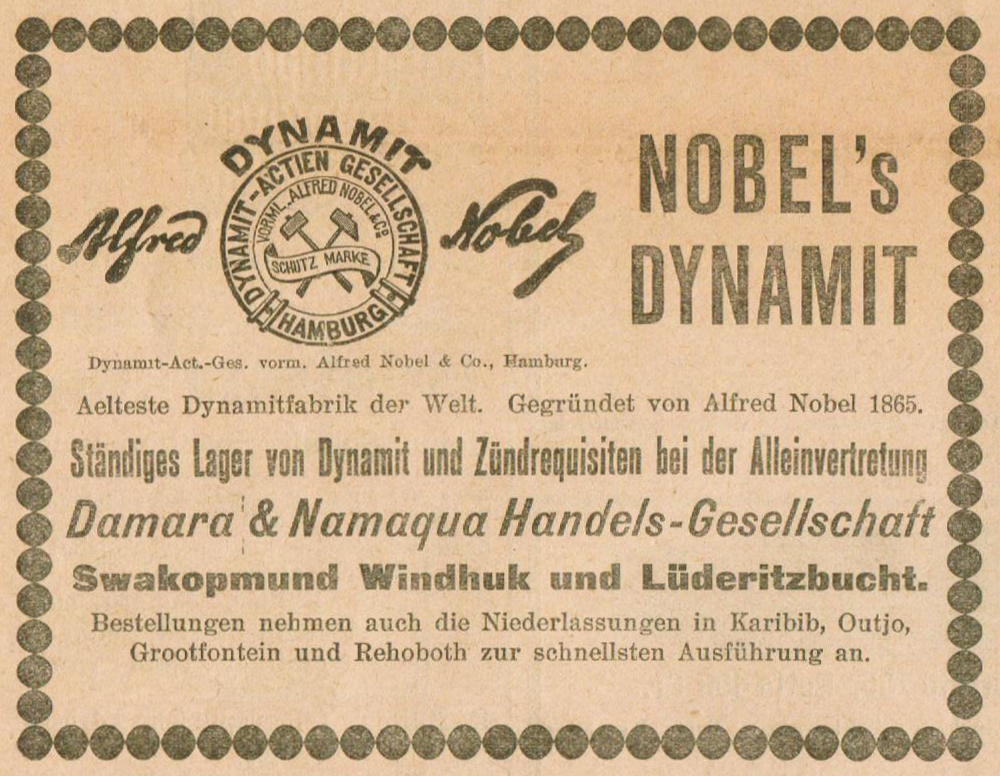
Dynamit-Werbung von 1906 im Diamantabbau- und Kriegsgebiet Deutsch-Südwestafrika

Alfred Nobel entwickelte das Dynamit in seiner nahe Geesthacht gelegenen Sprengstofffabrik Krümmel, auf dem Gelände des heutigen Helmholtz-Zentrum Geesthacht (HZG). Seine Erfindung ließ er im Jahr 1867 durch Patente in verschiedenen Ländern schützen, so in Großbritannien am 7. Mai (Nummer GB1345), in Schweden am 19. September 1867 und den USA unter der Nummer 78.317 am 26. Mai 1868.
Alfred Nobel lernte bei seinem Studium in Paris 1850 Ascanio Sobrero kennen, der drei Jahre zuvor das Nitroglycerin entdeckt hatte, es jedoch aufgrund seiner Stoß- und Feuerempfindlichkeit für nicht praxistauglich hielt. Nobel zeigte sich an der Erfindung sehr interessiert und richtete seit 1862 seine Bemühungen darauf, das Nitroglycerin als Sprengstoff in die Technik einzuführen. Bei Nobels Experimenten mit Nitroglycerin kam es zu mehreren Unfällen. Bei einer Explosion von 125 Kilogramm in seinem Laboratorium gelagerten Nitroglycerins kamen im September 1864 sein Bruder Emil, der Ingenieur Hertzman, die Dienstmagd Maria, der Laufbursche Herman und der Tischler Johan Peter Nyman ums Leben. Um die Gefährlichkeit des Nitroglycerins bei gleichbleibender Sprengkraft zu verringern, experimentierte Nobel erfolglos mit verschiedenen Zusatzstoffen. Der Legende nach half schließlich der Zufall: 1866 kam es bei einem der zahlreichen Transporte von Nitroglycerin zu einem Zwischenfall, bei dem eines der Transportgefäße undicht wurde und reines Nitroglycerin auf die mit Kieselgur ausgepolsterte Ladefläche des Transportwagens tropfte. Die entstandene breiige Masse erregte die Aufmerksamkeit der Arbeiter, so dass sie diesen Vorfall später an Nobel meldeten. Diesem gelang hierdurch endlich die ersehnte Herstellung eines handhabungssichereren Detonationssprengstoffs, der durch eine (von Nobel schon vorher erfundene) Initialzündung zur Explosion gebracht werden konnte. Nobel selbst bestritt zeitlebens, dass es sich um eine Zufallsentdeckung gehandelt habe. Er ließ sich das im Mischungsverhältnis von 3:1 optimierte Verfahren 1867 patentieren und nannte sein Produkt Dynamit. Damit hatte Alfred Nobel den ersten technisch handhabbaren Sprengstoff erfunden, der deutlich stärker als das Schwarzpulver war. Im Zuge der damals stark zunehmenden Industrialisierung bestand im Bergbau, Steinbrüchen und für den Trassen- und Tunnelbau von Verkehrswegen ein sehr großer Bedarf für solche potenten Sprengstoffe. Zur wirtschaftlichen Verwertung der Erfindung verkaufte Alfred Nobel die Patente für Dynamit an Basil Zaharoff. Der in großen Mengen produzierte neue Sprengstoff verbilligte und beschleunigte wesentlich den Eisenbahn- und Straßenbau.
Vorher experimentierte Wassili Petruschewski mit Nitroglycerin und mischte es mit Magnesiumoxid, was als Petruschewskis russisches Dynamit bekannt wurde.

## Zusammensetzung

Schnitt durch eine Dynamitstange:
A. Mit Nitroglycerin getränktes Kieselgur
B. Schutzhülle
C. Sprengkapsel
D. Zündschnur/Zündkabel

Dynamit besteht aus 75 % Nitroglycerin als explosiver Komponente, 24,5 % Kieselgur als Trägermaterial und 0,5 % Natriumcarbonat (Soda) als chemischem Stabilisator.

## Gefahren
Nachdem Dynamit in großen Mengen verfügbar wurde, ereigneten sich erneut schwere Unfälle, die auf unsachgemäße Behandlung des Sprengstoffs zurückzuführen waren. Ein großes Problem stellte die Unbeständigkeit in feuchten Umgebungen dar. Aus feuchtem oder gar in Wasser getauchtem Dynamit trat langsam das Nitroglycerin aus und konnte sich dann aufgrund seiner Dichte unbemerkt in Senken, Pfützen, Fässern etc. in erheblicher Menge sammeln und unvorhergesehen explodieren. Auch gefrorenes Dynamit wird schlagempfindlich, so geschehen beim Bau der Jungfraubahn, die im Winter in großer Höhe vorgetrieben wurde.
Der Missbrauch von Dynamit im ausgehenden 19. Jahrhundert als Terrorinstrument führte dazu, dass Sprengstoffattentäter als Dynamitarden bezeichnet wurden.

## Weiterentwicklungen
Eine Weiterentwicklung war das gelatinierte Dynamit (Sprenggelatine), bei dem das Nitroglycerin wasserunlöslich mittels Kollodium gebunden wurde. Kieselgur kam hier nicht mehr zur Anwendung, da dieses die Brisanz herabsetzte. Entgegen vielfacher Behauptung wurde das klassische (Gur-)Dynamit Alfred Nobels nie im Krieg verwendet, da es zu diesem Zweck noch viel zu empfindlich war. Dynamit wird schon seit vielen Jahrzehnten nicht mehr gewerblich verwendet. Es wurde abgelöst vom 1910 erfundenen Ammonium-Dynamit (Ammonit) und den gelatinösen Ammoniumnitrat-Sprengstoffen (ANC-Sprengstoffe), die deutlich billiger und bei gleicher Brisanz und höherer Arbeitsleistung sicherer zu handhaben sind, sowie diversen Mischungen von Dynamit mit anderen Sprengmitteln (Sicherheitsdynamite).